# Fritz Schmidt
Fritz Schmidt (Mainz, 1943. március 19. – Rüsselsheim, 2024. augusztus 12.) olimpiai és Európa-bajnok német gyeplabdázó.

## Pályafutása
A Rüsselsheimer RK játékosa volt, ahol öt nyugatnémet bajnoki címet nyert (1968, 1971, 1975, 1977, 1978). 1963 és 1976 között 146 alkalommal szerepelt a nyugatnémet válogatottban. Részt vett az 1968-as mexikóvárosi, az 1972-es müncheni és az 1976-os montréali olimpián. 1968-ban negyedik, 1972-ben olimpiai bajnok, 1976-ban ötödik lett a csapattal. 1970-ben Európa-bajnoki címet, 1974-ben pedig ezüstérmet szerzett a válogatott tagjaként. Az 1973-as és az 1975-ös világbajnokságon bronzérmet szerzett.

## Sikerei, díjai
- Olimpiai játékok
  - aranyérmes: 1972, München
- Világbajnokság 
  - bronzérmes (2): 1973, 1975
- Európa-bajnokság
  - aranyérmes: 1970
  - ezüstérmes: 1974